# صلیب ایلخانی

صلیب ایلخانی

صلیب ایلخانی گونه‌ای از صلیب مسیحی، نماد مذهبی مسیحیت است و به عنوان صلیب لورن نیز شناخته می‌شود. مشابه صلیب آشنای لاتین، صلیب ایلخانی دارای یک میله متقاطع کوچکتر است که بالای صلیب اصلی قرار گرفته است به طوری که هر دو میله متقاطع نزدیک به بالا هستند. گاهی اوقات صلیب ایلخانی یک صلیب کوتاه و مایل در نزدیکی پای خود دارد (صلیب ارتدکس روسی). این قطعه متقاطع مایل و پایین اغلب در شمایل نگاری یونانی بیزانس و اروپای شرقی و همچنین در سایر کلیساهای ارتدکس شرقی ظاهر می‌شود. در بیشتر نمایش‌های صلیب لورن، میله‌های افقی «درجه‌بندی» می‌شوند و میله بالایی کوتاه‌تر است، اگرچه تغییرات با میله‌های با طول برابر نیز دیده می‌شود.

## تصویرسازی
پرتو بالایی نشان‌دهنده پلاکی است که روی آن کتیبه «عیسی ناصری، پادشاه یهودیان» (اغلب در لاتین "INRI" و در یونانی به عنوان "INBI" به اختصار خوانده می‌شود) است. دیدگاه رایج این است که تیرچه پایینی مایل یک زیرپایی است. با این حال، هیچ مدرکی مبنی بر استفاده از زیرپایی در طول مصلوب شدن وجود ندارد، و معنای عمیق‌تری دارد. تیر پایین ممکن است نشان‌دهنده تعادل عدالت باشد. برخی منابع حاکی از آن است که وقتی یکی از دزدانی که با عیسی مصلوب شده بود از گناه خود توبه کرد و به عیسی به عنوان مسیح ایمان آورد و بنابراین در بهشت با مسیح بود، دزد دیگر عیسی را طرد و مسخره کرد و بنابراین به هادس فرود آمد.
تعابیر نمادین زیادی از صلیب دوگانه ارائه شده است. یکی از آنها می‌گوید که خط افقی اول نماد قدرت سکولار و خط افقی دیگر قدرت کلیسایی امپراتوران بیزانس است . و همچنین اینکه نخستین نوار متقاطع نشان‌دهنده مرگ و صلیب دوم رستاخیز عیسی مسیح است.

### دیگر تغییرات
صلیب ارتدکس روسی را می‌توان نسخه اصلاح‌شده صلیب ایلخانی در نظر گرفت که علاوه بر تیرچه بلندتر، دارای دو تیرچه کوچکتر، یکی در بالا و دیگری نزدیک به پایین است. یک پیشنهاد این است که تیر عبوری پایینی نشان‌دهنده زیرپایی است (suppedaneum) که پای عیسی به آن میخکوب شد. در برخی از نمایش‌های قبلی (و در حال حاضر در کلیسای یونانی) میله متقاطع نزدیک به پایین مستقیم یا مایل به سمت بالا است. در سنت‌های اسلاو و دیگر سنت‌های بعدی، به صورت مایل به تصویر کشیده می‌شد که معمولاً سمت چپ بیننده بالاتر بود.

یکی از سنت‌ها می‌گوید که این از این ایده ناشی می‌شود که وقتی عیسی مسیح آخرین نفس خود را می‌کشد، میله‌ای که پاهای او به آن میخ زده بودند شکست و به این ترتیب به پهلو کج شد. روایت دیگری بر این است که میله کج نشان‌دهنده دزد توبه کننده و دزد غیرتمندی است که با مسیح مصلوب شده‌اند، کسی که در سمت راست عیسی توبه کرده و قیام می‌کند تا با خدا در بهشت باشد، و یکی در سمت چپ او به هادس سقوط کرده و از او جدا شده است. خداوند. به این ترتیب بیننده را به یاد آخرین قضاوت نیز می‌اندازد. توضیح دیگری در مورد میله متقاطع مایل نشان‌دهنده صلیب سالتایر است، زیرا سنت باورمند است که رسول سنت اندرو مسیحیت را به سرزمین‌های شمال و غرب دریای سیاه معرفی کرد: اوکراین، روسیه، بلاروس، مولداوی و رومانی امروزی.

نشان اسقف اعظم کلانشهر کاتولیک رومی (نسخه با پالیوم)
صلیب روسی، با نوار متقاطع مایل (suppedaneum)
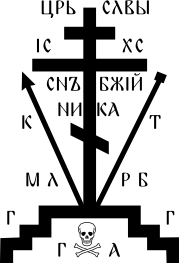
گونه‌ای از صلیب روسی، به اصطلاح «صلیب گلگتا»
صلیب فرشتگان
نوع متقاطع فرشتگان